# فرودگاه امراواتی
فرودگاه امراواتی (به انگلیسی: Amravati Airport) یک فرودگاه همگانی است . این فرودگاه در شهر امراواتی کشور هند قرار دارد و در ارتفاع ۳۴۳ متری از سطح دریا واقع شده است.